# Nepal na Mistrzostwach Świata w Lekkoatletyce 2015
Nepal na Mistrzostwach Świata w Lekkoatletyce 2015 – reprezentacja Nepalu podczas Mistrzostw Świata w Pekinie liczyła 1 zawodniczkę, która nie zdobyła medalu.

## Występy reprezentantów Nepalu
| Bieg na 400 m kobiet | Dil Maya Karki | 1:00,99 | 41. | NQ | NQ | NQ | NQ | NQ | NQ |